# Patsy O’Hara (Band)
Patsy O’Hara war eine deutsche Hardcore-Punk-Band aus Bielefeld.

## Geschichte
Gegründet wurde die Band im Jahre 2007. Die Gruppe benannte sich nach Patsy O’Hara, einem Freiheitskämpfer und Mitglied der Irish National Liberation Army. Er wirkte am Irischer Hungerstreik von 1981 mit und verstarb am 21. Mai 1981. Im Winter des Jahres 2007 spielte die Band ihr erstes Konzert im Bielefelder AJZ und veröffentlichte ein Jahr später die erste EP Pariahs in Eigenregie. Es folgte die erste Tournee. 2009 erschien über Per Koro Records das Debütalbum Deathinteresse. Nach einer Split-EP mit Centuries auf This Charming Man Records im Jahre 2012 erschien ein Jahr später das zweite und letzte Studioalbum Sings the Burgeoise Blues. Ende 2014 löste sich die Band nach einem letzten Konzert im Bielefelder AJZ auf. Gitarrist Michael „Michbeck“ Zolkiewicz spielt heute in der Liveband des Rappers Casper. Im Jahre 2019 wurde das Album Deathinteresse vom Label Glitterhouse wiederveröffentlicht.

## Diskografie

### Alben
- 2009: Deathinteresse (Per Koro Records, 2019 Wiederveröffentlichung bei Glitterhouse)
- 2013: Sings the Burgeoise Blues (Per Koro Records)

### EPs
- 2008: Demo 08 (Demo)
- 2008: Pariahs (EP)

### Kompilationen
- 2013: Discography

### Splits
- 2012: Patsy O’Hara / Centuries (7"-Split mit Centuries, This Charming Man Records)